# Primavera Árabe (2018-2024)
Las protestas árabes de 2018-2024, también conocidas como la «Nueva Primavera Árabe» o «Primavera Árabe 2.0»,fueron manifestaciones masivas contra el gobierno en varios países árabes, incluidos Túnez, Jordania, Sudán, Argelia, Egipto, Irak y Líbano.
Las protestas por situaciones económicas también tuvieron lugar en la Franja de Gaza. Hasta el momento las protestas más graves se desarrollaron en Sudán trayendo como consecuencia el derrocamiento del presidente Omar al-Bashir en un golpe de Estado militar, la masacre de manifestantes del 3 de junio de 2019 en Jartum y la transferencia del poder por parte del Consejo Militar Transitorio al Consejo Soberano de Sudán.

## Contexto
Tesbih Habbal y Muzna Hasnawi, editores sirios que escribieron en The Nation en octubre de 2019, sostuvieron que las protestas callejeras sostenidas entre 2018 y 2019 en el mundo árabe comenzaron con Sudán en diciembre de 2018, Argelia en febrero de 2019, Egipto e Irak en septiembre y octubre de 2019, Siria y el Líbano en octubre de 2019 constituyeron una segunda ola del proceso que comenzó con la Primavera Árabe de 2010 a 2012. Los manifestantes sirios en octubre sostuvieron carteles que decían:

Siria, Egipto, Irak: ¡Han revivido el espíritu del pueblo árabe, desde el Océano [Atlántico] hasta el Golfo [Persa]!.

Habbal y Hansawi describieron el proceso como «haber cambiado profundamente la conciencia política de la región», superando el miedo a la actividad política y «sentando un precedente crucial para desafiar la persistencia del autoritarismo». Los dos comentaristas argumentaron que las protestas de octubre en Siria "[demostraron] que incluso la represión y la tiranía despiadadas no pueden disuadir la resistencia".
Habbal y Hansawi sostuvieron que la nueva ola de protestas frecuentemente incluía el uso del lema "Al-shab yurid isqat alnizam". (¡La gente quiere la caída del régimen!) utilizada durante la primera Primavera Árabe.

## Protestas por país

### Jordania
Las protestas jordanas de 2018 comenzaron como una huelga general organizada por más de 30 sindicatos el 30 de mayo de 2018 después de que el gobierno del primer ministro Hani Mulki presentó una nueva ley fiscal al Parlamento. El proyecto de ley seguía las medidas de austeridad respaldadas por el FMI, adoptadas por el gobierno de Mulki desde 2016 que tenían como objetivo abordar la creciente deuda pública de Jordania. Aunque el país árabe había estado relativamente indemne de la violencia que arrasó la región después de la Primavera Árabe de 2011, su economía se vio afectada por la agitación circundante y por la afluencia de una gran cantidad de refugiados sirios en el país. Jordania también alberga un gran contingente de refugiados iraquíes y palestinos, lo que dificulta aún más sus finanzas. El ACNUR coloca a Jordania como el segundo mayor anfitrión de refugiados per cápita del mundo.
El día siguiente a la huelga del 31 de mayo, el gobierno aumentó los precios del combustible y la electricidad en respuesta a un aumento en los precios internacionales del petróleo. Esto condujo a una multitud de manifestantes que acudieron al cuarto círculo, en Amán, cerca de las oficinas del Primer Ministro esa noche. Otros jordanos también se reunieron en todo el país en protesta por la medida en grandes cantidades sin precedentes. El 1 de junio, el rey Abdalá II de Jordania intervino y ordenó la congelación de los aumentos de precios; el gobierno accedió pero dijo que la decisión le costaría al tesoro $ 20 millones. Las protestas continuaron durante cuatro días hasta que Mulki presentó su renuncia al Rey el 4 de junio, y Omar Razzaz, su Ministro de Educación, fue nombrado primer ministro. Las protestas solo cesaron después de que Razzaz anunció su intención de retirar la nueva factura de impuestos.
Las protestas no han sido dirigidas por grupos tradicionales de oposición como la Hermandad Musulmana o socialistas, sino por diversas multitudes de las clases medias y pobres. Aunque algunos manifestantes incendiaron neumáticos y bloquearon carreteras varias noches, las protestas fueron en gran medida pacíficas y se informaron pocas víctimas. Fueron representados después de las horas del día como lo fue durante el mes de Ramadán.

### Túnez
Las protestas tunecinas de 2018 fueron una serie de protestas que ocurrieron en todo Túnez. A partir de enero de 2018, estallaron manifestaciones en múltiples pueblos y ciudades del país magrebí por cuestiones relacionadas con el costo de vida y los impuestos. A partir del 9 de enero, las manifestaciones habían cobrado al menos una vida y revivieron las preocupaciones sobre la frágil situación política en Túnez.
El Frente Popular, una alianza de partidos de oposición de izquierda, pidió protestas continuas contra las medidas de austeridad "injustas" del gobierno, mientras que el primer ministro tunecino, Youssef Chahed, denunció la violencia y pidió calma, alegando que él y su gobierno creen que 2018 «sería el último año difícil para los tunecinos».

### Irak
Las protestas iraquíes no consecutivas de 2018 y 2019 por el deterioro de las condiciones económicas y la corrupción estatal comenzaron en julio de 2018 en Bagdad y otras ciudades importantes, principalmente en las provincias centrales y meridionales. Durante las últimas protestas a nivel nacional que estallaron en octubre de 2019, las fuerzas de seguridad iraquíes mataron a más de 100 personas y más de 6,000 resultaron heridas, lo que llevó al presidente de Irak, Barham Salih, a llamar "inaceptables" las acciones de las fuerzas de seguridad. Algunos policías también fueron asesinados en las protestas. Son los disturbios más mortíferos en Irak desde el final de la guerra civil contra Estado Islámico de Irak y el Levante en septiembre de 2017.

### Argelia

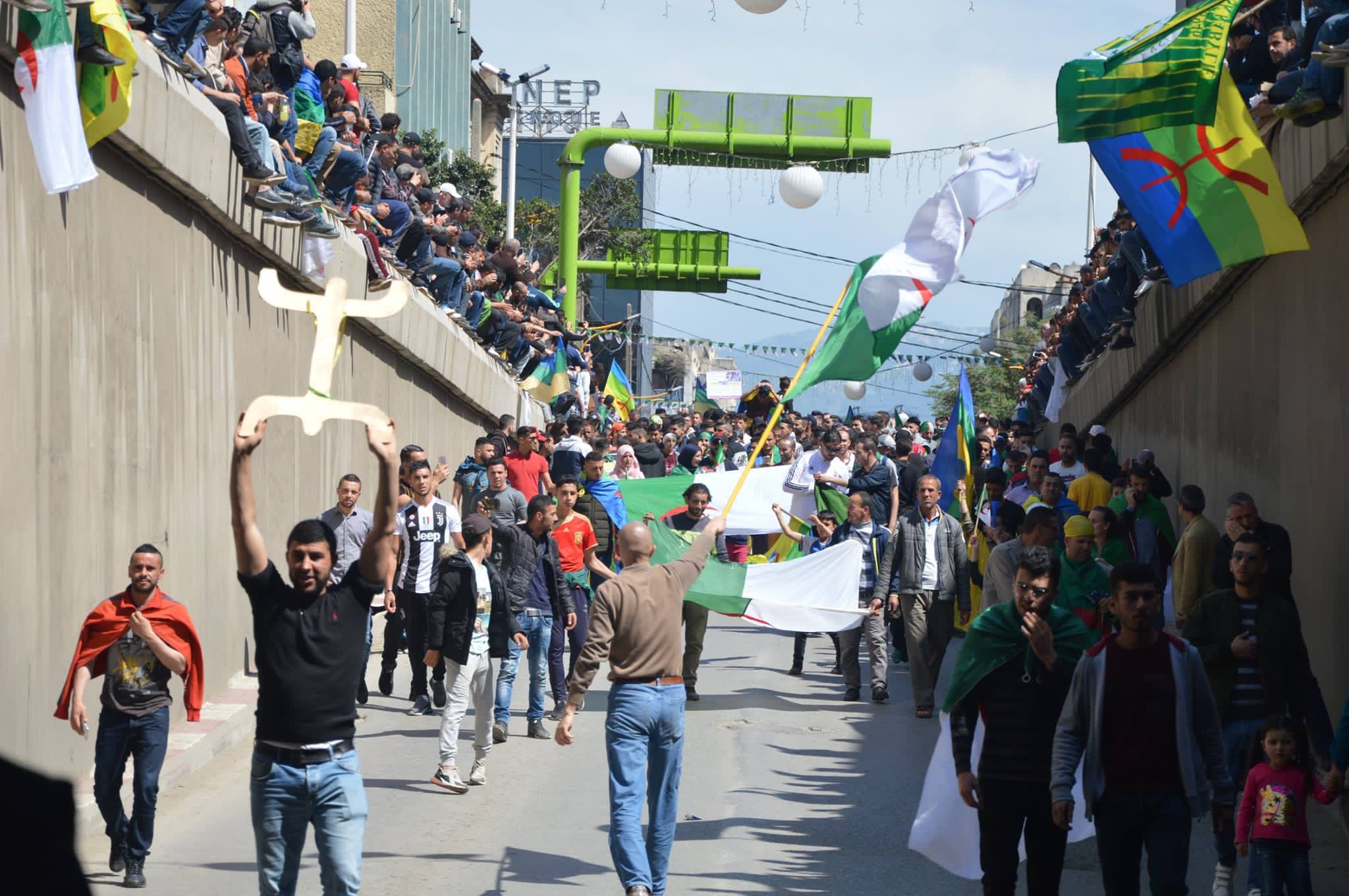
Manifestaciones en marzo de 2019 en la ciudad de Tizi Ouzou (Argelia).

Las protestas argelinas de 2019 comenzaron el 16 de febrero de 2019, diez días después de que Abdelaziz Bouteflika anunciara su candidatura para un quinto mandato presidencial en un comunicado firmado. Estas protestas, sin precedentes desde la guerra civil argelina, han sido pacíficas y llevaron a los militares a insistir en la renuncia inmediata de Bouteflika, que tuvo lugar el 2 de abril de 2019. A principios de mayo, un número significativo de agentes de poder cercanos a la administración depuesta, incluido el hermano menor del expresidente Saïd, había sido arrestada.

### Egipto
Las protestas egipcias de 2019 consisten en manifestaciones de miles de personas en El Cairo, Alejandría, Damieta y otras cinco ciudades egipcias a partir del 20 y 21 de septiembre de 2019 en las que los manifestantes pidieron que el presidente de Egipto, Abdelfatah Al-Sisi, fuera removido del poder. Las fuerzas de seguridad respondieron con gases lacrimógenos, balas de goma, balas vivas y, a partir del 6 de octubre de 2019, se realizaron 3000 arrestos, basados en datos del Centro Egipcio de Derechos Económicos y Sociales, la Comisión Egipcia de Derechos y Libertades y la Red Árabe de Información sobre Derechos Humanos. Entre los detenidos prominentes estaban la abogada de derechos humanos Mahienour El-Massry, periodista y exlíder del Partido de la Constitución Khaled Dawoud y dos profesores de ciencias políticas en la Universidad de El Cairo, Hazem Hosny y Hassan Nafaa. La ola de arrestos fue la mayor en Egipto desde que Sisi se convirtió formalmente en presidente en 2014. Human Rights Watch pidió que todos los arrestados por expresar pacíficamente sus opiniones fuesen puestos en libertad de inmediato. Amnistía Internacional describió que el gobierno de Sisi fue "sacudido en su núcleo" por las protestas del 20 al 21 de septiembre y que las autoridades habían "lanzado una represión a todo gas para aplastar manifestaciones e intimidar a activistas, periodistas y otros en silencio". Dos mil personas, incluidos representantes de la Asociación de Profesionales del Sudán (SPA), protestaron en Jartum el 26 de septiembre en apoyo de Waleed Abdelrahman Hassan, un estudiante antislamista sudanés detenido por las autoridades egipcias, quien hizo una confesión forzada en la televisión MBC Masr. El SPA declaró, "la era en que los ciudadanos sudaneses fueron humillados dentro o fuera de su país se ha ido y nunca volverá". El Ministerio de Relaciones Exteriores de Sudán convocó al embajador egipcio y Waleed Abdelrahman Hassan fue liberado el 2 de octubre de 2019.

### Gaza - Palestina
Las protestas económicas de Gaza en 2019, apodadas como protestas We Want to Live, comenzaron en febrero, iniciando con el llamado popular "Queremos vivir" de un grupo de activistas de los medios no afiliados políticamente. El grupo ha sido apodado el movimiento 14 de marzo. Las protestas apuntan a altos costos de vida y aumentos de impuestos en la Franja de Gaza.

### Líbano

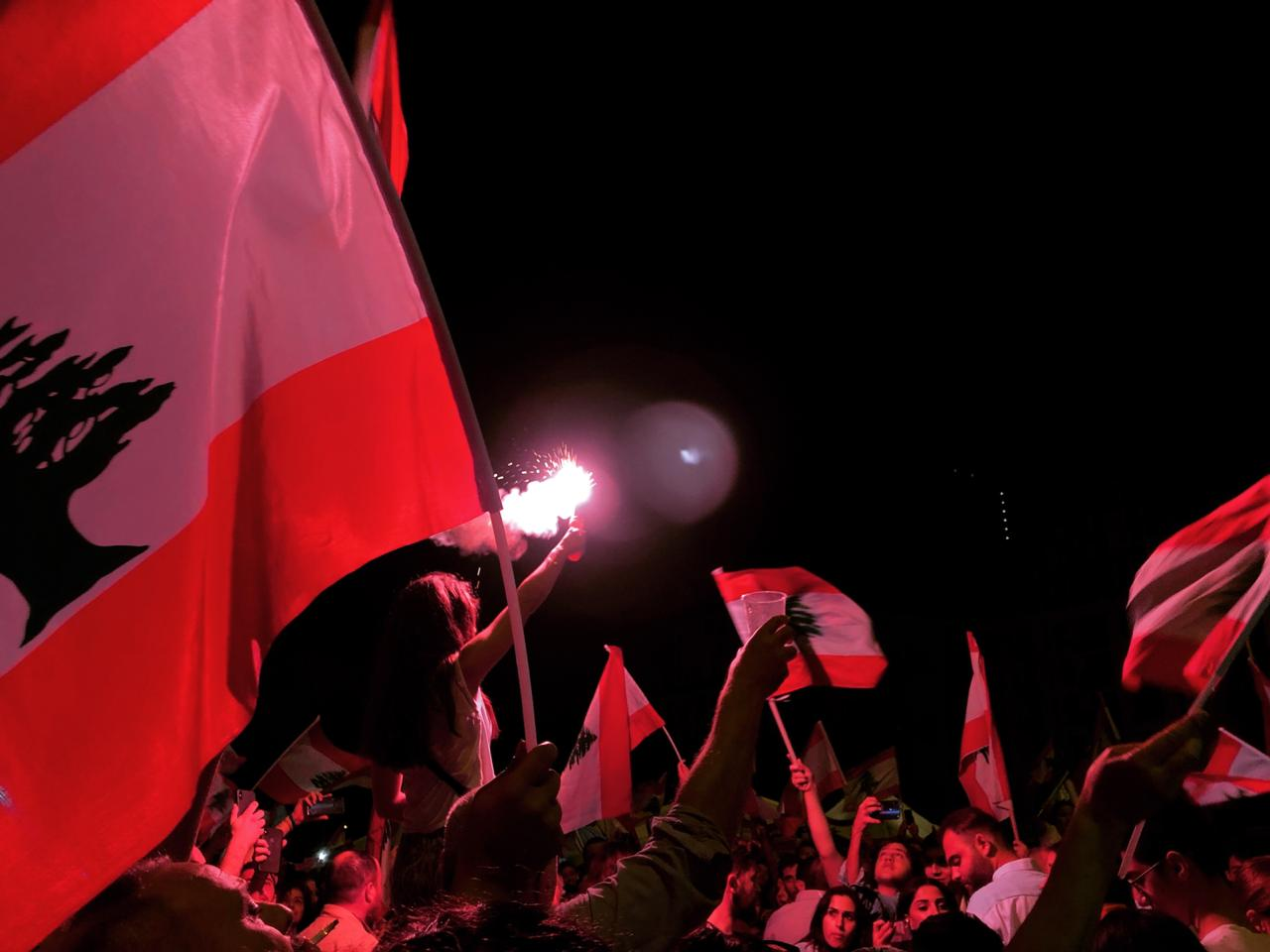
Manifestaciones en noviembre de 2019 en la ciudad de Beirut (Líbano).

Las protestas libanesas de 2019 son una serie de protestas en respuesta al fracaso del gobierno para encontrar soluciones a una crisis económica que se avecina durante el año pasado. Se sospecha que el desencadenante directo de las protestas se debió a los impuestos planificados sobre la gasolina, el tabaco y las llamadas telefónicas en línea, como a través de WhatsApp, ya que las protestas comenzaron a estallar justo después de la aprobación unánime del Gabinete de los impuestos de WhatsApp, que se habrían ratificado antes del 22 de octubre.
A diferencia de la Revolución de los Cedros de 2005, y de manera similar a un proceso iniciado en las protestas libanesas de 2015-16, las protestas de 2019 no fueron sectarias, cruzaron la división sociológica y religiosa musulmana sunita-chiita y pasaron por alto las alineaciones tradicionales de los partidos políticos. Lina Khatib, escribiendo en inglés Al Jazeera, interpretó las protestas como una "revolución social".

### Sudán

#### Revolución

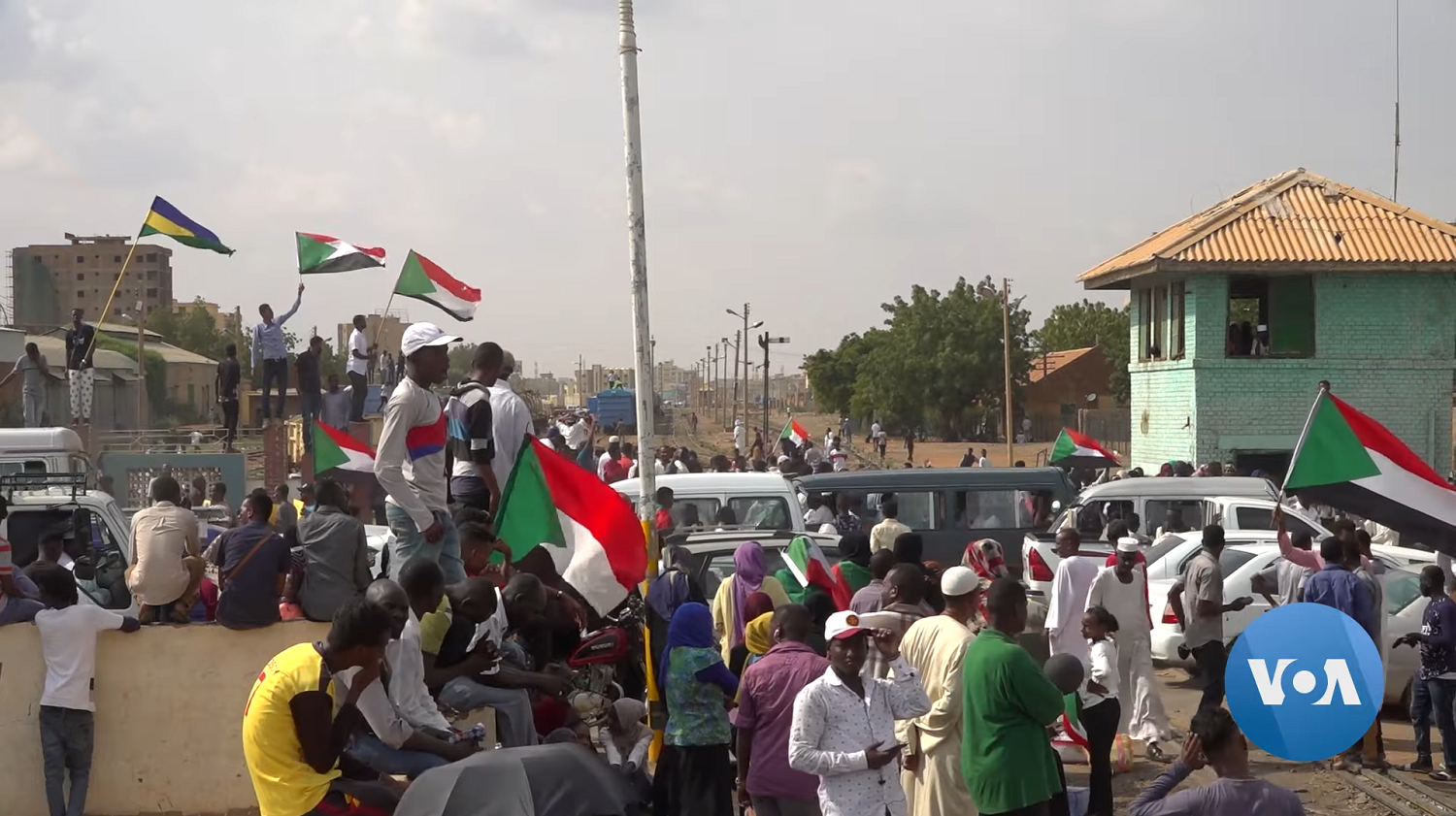
Manifestantes sudaneses celebran la firma de un acuerdo político

La revolución sudanesa fue un cambio importante de poder político en Sudán que comenzó con protestas callejeras en todo el país africano el 19 de diciembre de 2018 y continuó con una desobediencia civil sostenida durante unos ocho meses, en los cuales el golpe de Estado sudanés del 11 de abril de 2019 depuso al presidente Omar al-Bashir después de treinta años en el poder, el 3 de junio se produjo la masacre de Jartum bajo el liderazgo del Consejo Militar Transitorio (TMC) que reemplazó a al-Bashir, y en julio y agosto de 2019, el TMC y las Fuerzas de Libertad y Change Alliance (FFC) firmó un acuerdo político, así como un proyecto de Declaración Constitucional que define legalmente una fase planificada de 39 meses de instituciones y procedimientos estatales de transición para devolver a Sudán a una democracia civil. En agosto y septiembre de 2019, el TMC transfirió formalmente el poder ejecutivo a un jefe de Estado colectivo militar-civil mixto del Consejo Soberano de Sudán, y a un primer ministro civil (Abdalla Hamdok) con un gabinete de mayoría civil, mientras que el poder judicial fue transferido a Nemat Abdullah Khair, la primera jefa de justicia de Sudán.

#### Protestas posteriores
A finales de 2019, en Sudán se iniciaron protestas para apresurar la transición política.

## Situación por país
| Fecha de comienzo        | País           | Fecha de final          | Resultado | Saldo de fallecidos |
| ------------------------ | -------------- | ----------------------- | --- | ------------------- |
| 1 de enero de 2018       | Túnez          | Febrero de 2018         | Anulación del presupuesto para el año 2018 | 1                   |
| 22 de enero de 2018      | Omán           | 9 de enero de 2019      | Reformas económicas por el sultán Qaboos. - El Gobierno limita el precio de la gasolina regular. - Creación del Centro Nacional de Empleo. |                     |
| 30 de marzo de 2018      | Franja de Gaza | 27 de diciembre de 2019 | Aumento de tensiones entre Israel y la Franja de Gaza | 312                 |
| 30 de mayo de 2018       | Jordania       | 7 de junio de 2018      | Renuncia del gobierno de Hani Al-Mulki - Omar Razzaz forma nuevo gobierno. - Proyecto de ley fiscal controvertido retirado para mayor discusión. - Se Inician nuevas protestas a causa del aumento de los precio del gas. |                     |
| 15 de julio de 2018      | Irak           | 27 de octubre de 2022   | Dimisión del primer ministro iraquí Adil Abdul-Mahdi - Mustafa Al-Kadhimi, es nombrado primer ministro. - Las elecciones parlamentarias son adelantadas a 2021. - El Consejo de Representantes aprueba una nueva ley electoral - Ataque al Parlamento iraquí, el 27 de julio de 2022. | 669                 |
| 19 de diciembre de 2018  | Sudán          | 10 de octubre de 2019   | Caída del gobierno de Omar al-Bashir - Se impone el estado de emergencia y se disuelve los gobiernos central y regional. - Al-Bashir es derrocado y arrestado tras un golpe de Estado. - El Consejo Militar Transitorio se hace con el poder de Sudán. - Masacre de 128 manifestantes en Jartum a manos del ejército y la milicia Yanyauid el 3 de junio. - Suspensión de Sudán de la Unión Africana tras la masacre de Jartum. - Acuerdo político para una transición a la democracia realizado verbalmente el 5 de julio y por escrito el 17 de julio de 2019. - El proceso de paz sudanés se relanzó en septiembre de 2019 | 246                 |
| 1 de enero de 2019       | Marruecos      | Mayo de 2019            | Protestas reprimidas |                     |
| 16 de febrero de 2019    | Argelia        | 28 de abril de 2021     | Caída del gobierno de Abdelaziz Buteflika - Buteflika anuncia que renuncia a presentarse a un nuevo mandato para las elecciones de 2019. - Dimisión del primer ministro Ahmed Ouyahia. - Las elecciones presidenciales de 2019 se terminan aplazando al 12 de diciembre. - El presidente Abdelmadjid Tebboune propone nuevas enmiendas constitucionales para fortalecer el poder judicial y las funciones del Parlamento. | 3                   |
| 27 de julio de 2019      | Baréin         | 30 de julio de 2019     | Protestas reprimidas - Levantamientos en las calles. - Protestas en todo el país en apoyo del movimiento. |                     |
| 20 de septiembre de 2019 | Egipto         | 5 de noviembre de 2020  | Protestas reprimidas por la fuerza - Las Protestas se reactivaron en 2020. | 5                   |
| 17 de octubre de 2019    | Líbano         |                         | En curso - Dimisión del Primer Ministro Saad Hariri. - Dimisión del Primer Ministro Hassan Diab. - Dimisión de 10 miembros del Parlamento libanés (2018-2022). - Elección de 13 candidatos reformistas en las elecciones parlamentarias libanesas de 2022. | 286                 |
| 7 de junio de 2020       | Siria          | 15 de junio de 2020     | Destitución del primer ministro Imad Khamis. |                     |
| 23 de agosto de 2020     | Libia          | 20 de octubre de 2020   | Protestas reprimidas por la fuerza - Dimisión del gobierno pero rescindida. - Homicidios contra los manifestantes. - Elecciones generales libias de 2021. |                     |